# Дубовицкая, Надежда Александровна
Надежда Александровна Дубовицкая (12 апреля 1817 года, Москва — 27 декабря 1893 года, там же) — русский живописец-пейзажист.

## Биография
Родилась в Москве 12 апреля 1817 года в особняке Христиана Ивановича Адамса, у которого нанимали дом её родители. Происходила из старинной дворянской фамилии Рязанской губернии, дочь основателя секты «Истинных внутренних поклонников Христа» Александра Петровича Дубовицкого (1782—1848) и Марии Ивановны Озеровой (?—1821). Брат — выдающийся русский хирург Императорской медико-хирургической академии Пётр Дубовицкий. Сестра — Софья (жена C.В. Мерхелевич). Крещена в церкви Космы и Дамиана в Кадашах.
Дома девочку называли Наденькой и никак иначе, сама же она любила именовать себя Esperanse`ой, в будущем этим именем она подписывала свои полотна. Специального художественного образования Дубовицкая не получила. Предполагается, что интерес к творчеству у неё пробудился не без участия В. Л. Боровиковского: кисти художника принадлежит ряд портретов семьи Дубовицких, с которыми он был знаком, сам же он состоял в мистическом кружке Е. Ф. Татариновой «Союз братства», к которому примыкал и А. П. Дубовицкий.
В 1821 году мать Наденьки умерла, а отец полностью погрузился в религию. Основал секту «Истинных внутренних поклонников Христа» или духовных скопцов и начал самостоятельную миссионерскую деятельность в сёлах. За сектантскую деятельность Александра Петровича Дубовицкого отправили в ссылку в Кирилло-Белозерский монастырь, длившуюся два года. Старшие дети Пётр и Надя последовали за ним и жили в Кириллове вместе с гувернанткой Е. А. Герсон, которая давала воспитание в духе учения их отца. В 1827—1829 годы Дубовицкие жили почти на окраине Петербурге, на Васильевском острове в доме Михайлова (24-я линия). Здесь детей окружали гувернёры, также разделяющие религиозные верования Дубовицкого. Именно в эти годы Надежда начала обучаться основам художественного мастерства. Азы рисования ей преподавал гувернёр брата, живописец Александр Павлович Будон — уроженец Либавы, поручик полка Барклая-де-Толли, в 1817 году вышедший в отставку и занявшийся рисованием портретов.
В 1829 году Дубовицкие обосновались в Москве в особняке на Шаболовке, где Александр Петрович возобновил деятельность секты.
Дом этот, при осьми разных строениях, был расположен между цветником на улице Шаболовке и садом, занимающим пространство до самой Серпуховской заставы. Он постоянно надстраивался, пристраивался, и Дубовицкий рассказывал всем, что купил его близ Донского монастыря потому, что в нём погребена его жена.
Надежда вместе с сестрой Софьей продолжала получать домашнее образование, изучала латинский и древнееврейский языки и фельдшерско-акушерское дело.
В 1833 году последовал второй арест отца. Дубовицкого сослали на поселение в Соловецкий монастырь, затем перевели в Санаксарский монастырь. Дальнейшая жизнь его представляла скитания по монастырям.

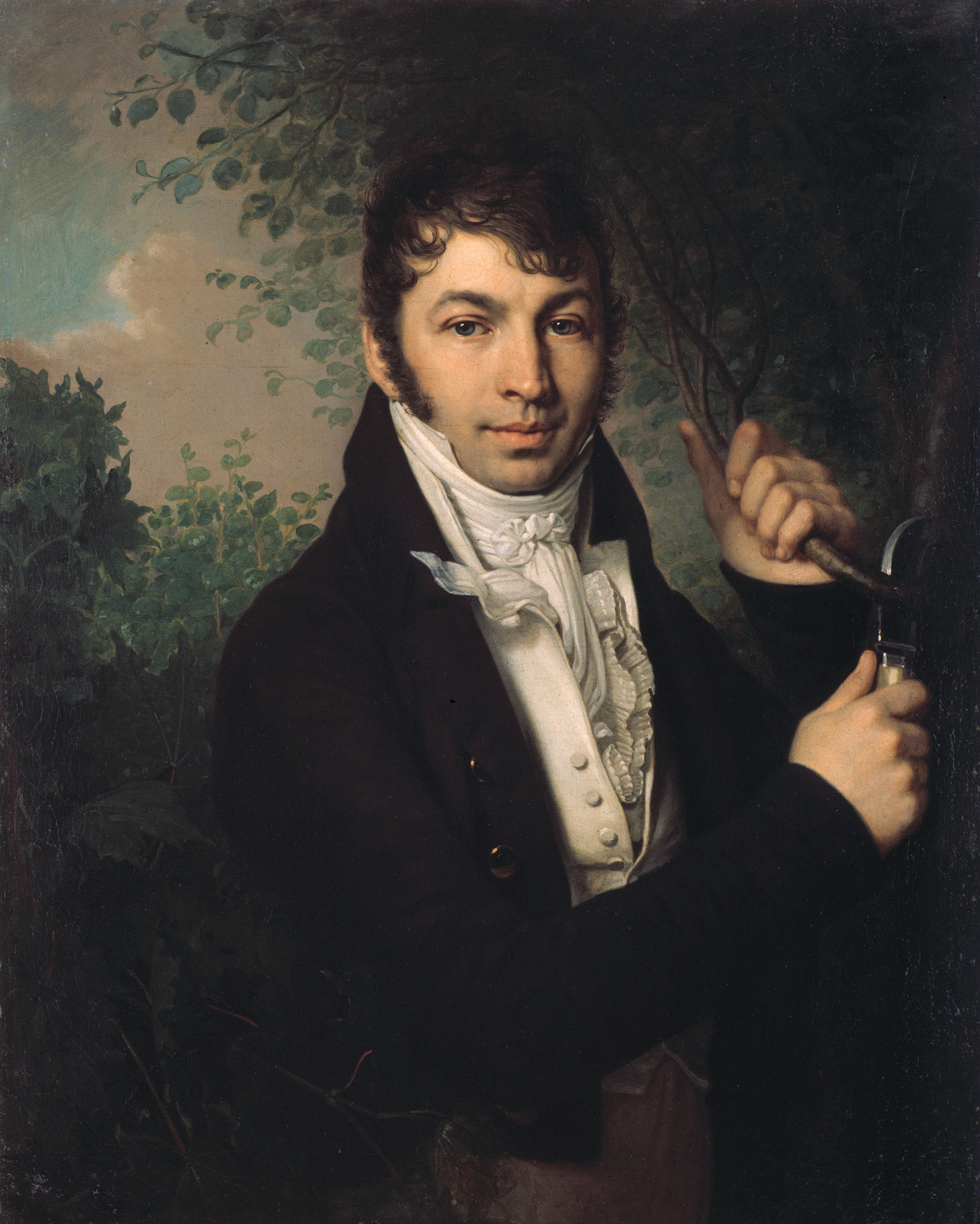
Портрет А. П. Дубовицкого,
отца художницы.
Боровиковский В. Л., ГТГ. 1816—1821

Во второй половине 1830-х годов Надежда брала уроки у известного пейзажиста, академика ИАХ Максима Воробьёва. Много времени уделяла копированию картин в Эрмитаже. Участвовала в нескольких выставках произведений Императорской Академии художеств: в 1842 году с картиной «Горы Монблан, с дороги из Женевы в Шамуни подле города Мартино», а в 1846 году с картиной «Водопад», которая была приобретена Ф. И. Прянишниковым и передана им в Румянцевский музей (в настоящее время находится в собрании художественного музея им. И. П. Пожалостина).
Надежда Александровна часто путешествовала по Европе, посещала Прагу, Париж, Дрезден, Мюнхен, Рим, Флоренцию, Вену, Гавр и другие города. Бывала наездами у бабушки, Надежды Ивановны (1754—1850), а затем у брата Петра в родовом имении Дубовицких — усадьбе Стенькино, где много творила.
Известны её пейзажи «Вид на город за рекой» (1840-е гг.), «В море» (1842), «Буря на море» (1840-е гг.), «Вид в Сарове», «Водопад в Италии» (1842), «Вид Неаполя с новой дороги Позилинской», «Вид при выходе из Ливорнского порта», «Вид острова Эльбы», «Город у моря», «В усадьбе. Прачки», «Жатва», «Вид на город за рекой». Работала и как портретист, копируя картины классиков или создавая портреты членов семьи: «Кумская сивилла» (копия с картины А. Ф. Шопена), «С. А. Дубовицкая с арфой», «Портрет П. А. Дубовицкого», «А. П. Дубовицкий в заточении». Большая часть наследия Н. А. Дубовицкой находится в собрании Рязанского областного художественного музея имени И. П. Пожалостина.
Во 2-й половине 1850-х годов бросила занятия живописью и посвятила себя продолжению духовного дела отца. Являлась членом религиозной секты «Истинные внутренние поклонники Христа». Семьи и детей у художницы не было.

После смерти брата, Петра Дубовицкого Надежда вместе с сестрой Софьей являлись его душеприказчицами — они предоставили в Министерство народного просвещения капитал в шесть тысяч рублей серебром, приносящий каждый год 325 рублей процентов, на открытие в Казанском Университете на медицинском факультете стипендии тайного советника Дубовицкого, и вместе с тем просили 
согласно желанию покойного их брата, о распространении на Казанский Университет, независимо от Высочайше утвержденных 24-го февраля 1853 года оснований для учреждения сих стипендий, того же порядка в обращении с денежными бумагами, какой установлен для Медико-Хирургической Академии дополнительными правилами к положению о стипендии тайного советника Дубовицкого, Высочайше утвержденными в 6-й день января 1868 года.
 Эта просьба была удовлетворена.
Умерла 27 декабря 1893 года в Москве (?). Похоронена на старом кладбище Донского монастыря рядом с родителями и братом.

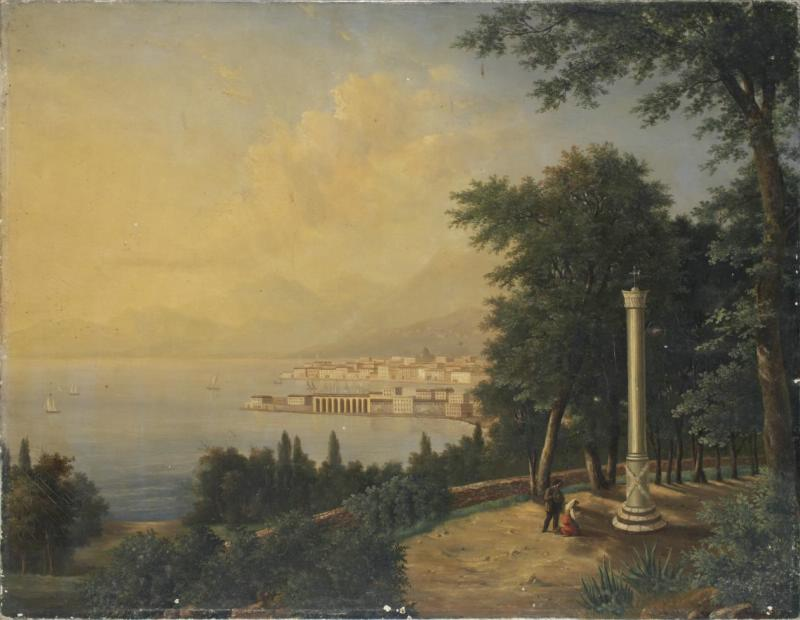
Город у моря
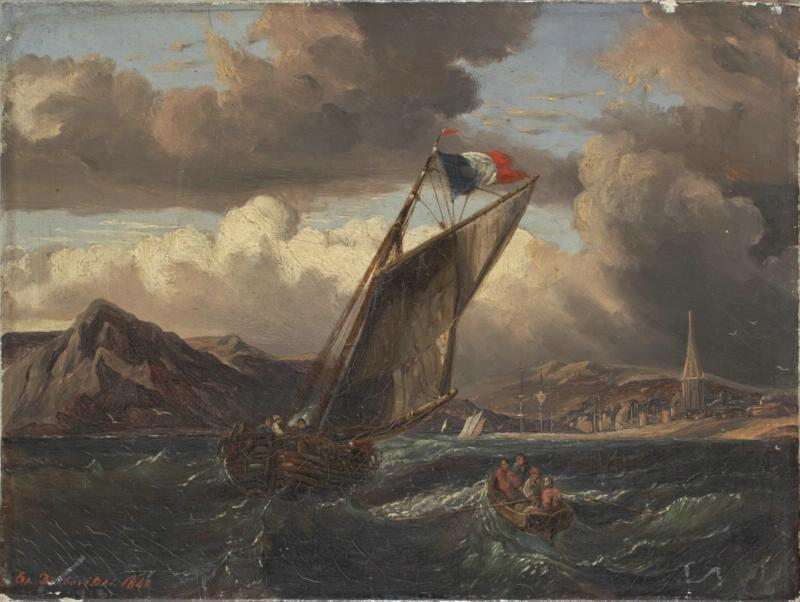
В море
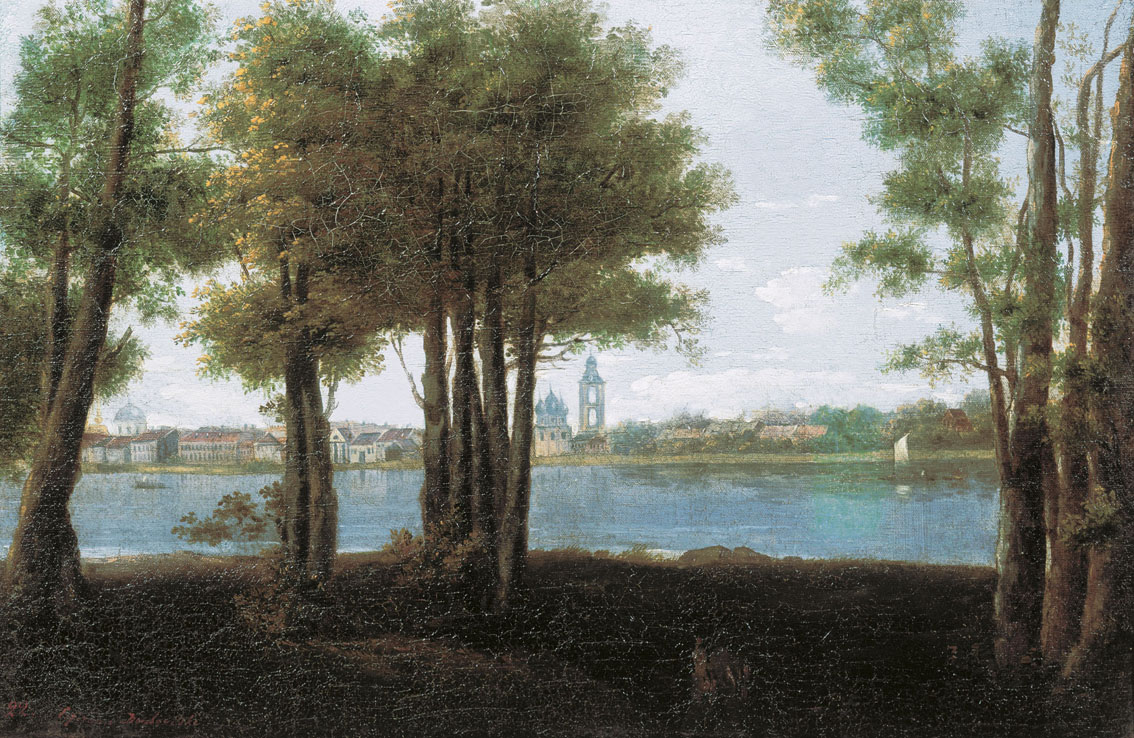
Вид на город за рекой

## Внешние видеофайлы
- Усадьба Дубовицких // РИА МедиаРязань. 2011. 1 ноября.
- О чём молчит время // Телекомпания Город. 2015. 29 мая.
- Заброшенная усадьба Дубовицких-Мерхелевичей. Рязань, Стенькино